# Hermann Hollerith
Herman Hollerith (29. veljače, 1860. – 17. studenog, 1929.), američki statističar, izumitelj električnog tabulirajućeg stroja, prvog stroja koji je radio na bušene kartice. Stroj se koristio za ubrzanje postupka brojanja glasova u SAD-u. Brojanje glasova je na ovaj način bilo 3 puta brže od ručnog prebrojavanja. Smatra se začetnikom elektromehaničke  obrade podataka. Godine 1911. ujedinio svoju kompaniju s Computing Tabulating Recording Co., koja je kasnije promijenila naziv u International Business Machines (IBM)